# Ринкон-Чамула-Сан-Педро
Ринкон-Чамула-Сан-Педро (исп. Rincón Chamula San Pedro) — муниципалитет в Мексике, штат Чьяпас, с административным центром в посёлке Ринкон-Чамула. Численность населения, по данным переписи 2020 года, составила 8718 человек.

## Общие сведения
Площадь муниципалитета равна 78 км², что составляет 0,1 % от площади штата, а наиболее высоко расположенное поселение Эль-Ринконсито, находится на высоте 1984 метра.
Он граничит с другими муниципалитетами Чьяпаса: на севере с Исуатаном, на востоке с Пуэбло-Нуэво-Солистауаканом, на юге с Хитотолем, на западе с Районом и Тапилулой.

## Учреждение и состав
Муниципалитет был образован в 2017 году, отделив часть территории от муниципалитета Пуэбло-Нуэво-Солистауакан, по данным 2020 года в его состав входит 8 населённых пунктов:
| 121                        | Всего                                                                                        | 8718 |
| 0001                       | Ринкон-Чамула (исп. Rincón Chamula) 17°12′34″ с. ш. 92°56′15″ з. д. (административный центр) | 6732 |
| 0004                       | Ла-Флорида (исп. La Florida) 17°14′47″ с. ш. 92°57′04″ з. д.                                 | 880  |
| 0007                       | Сан-Фелипе (исп. San Felipe) 17°11′05″ с. ш. 92°56′46″ з. д.                                 | 585  |
| 0005                       | Ринконсито-Уно (исп. Rinconcito Uno) 17°15′02″ с. ш. 92°53′19″ з. д.                         | 253  |
| 0002                       | Эль-Ринконсито (исп. El Rinconcito) 17°14′37″ с. ш. 92°53′28″ з. д.                          | 134  |
| 0008                       | Сан-Исидро-Сьенегилья (исп. San Isidro Cieneguilla) 17°09′54″ с. ш. 92°56′00″ з. д.          | 49   |
| 0006                       | Сан-Антонио-лос-Пинос (исп. San Antonio los Pinos) 17°12′59″ с. ш. 92°57′40″ з. д.           | 46   |
| 0009                       | Виста-Эрмоса (исп. Vista Hermosa) 17°10′57″ с. ш. 92°54′40″ з. д.                            | 39   |
| Названия на карте Генштаба |                                                                                              |      |

## Инфраструктура
По статистическим данным 2020 года, инфраструктура развита следующим образом:
- электрификация: 98,8 %;
- водоснабжение: 49,2 %;
- водоотведение: 90,5 %.